# Mount Bishop (Fannin Range)
Der Mount Bishop ist ein 1509 m hoher Berg mit einer Schartenhöhe von 613 m im Südwesten der kanadischen Provinz British Columbia, im Metro Vancouver Regional District.

## Geographie
Der Mount Bishop liegt an der nördlichen Grenze des Mount Seymour Provincial Park im District of North Vancouver. Er ist Teil der North Shore Mountains, der an den Ufern des Indian Arm aufragt. Der Mount Bishop ist ein Felsgipfel mit Kliffs und Primärwäldern an seinen unteren Hängen.

## Geschichte
Der Berg wurde im Andenken an Joseph Charles Bishop benannt, den ersten Präsidenten des British Columbia Mountaineering Club (BCMC), der 1913 nach einem Sturz in eine Gletscherspalte bei der Ersteigung des Mount Baker starb.
Die Erstbesteigung wurde 1909 von einer Seilschaft des BCMC ausgeführt, die von Fred Mills geleitet wurde. Der Berg wurde per Boot über den Indian Arm, gegenüber von Crocker Island erreicht, wo die Gruppe in Zelten übernachtete. Am Morgen brachen sie in zwei Gruppen auf. Die eine erstieg den Mount Elsay (damals als Mount Jarrett bezeichnet) und ging anschließend den Bishop Creek hinauf. In der Bishop-Gruppe gab es einen Mr. Cromie, den früheren Eigentümer des Vancouver News-Advertiser (des Vorläufers der Vancouver Sun). Nach Erreichen der Gipfel der beiden Berge etwa um 09:30 Uhr riefen sich die beiden Gruppen gegenseitig an.

## Wanderrouten
Obwohl der Mount Bishop sehr nahe an Vancouver liegt, wird er selten bestiegen. Wanderer können heutzutage den Berg entweder über den BCMC-Trail an der Westschulter des Mount Elsay erreichen oder über den North Shore Rescue Trail, welcher an der Ostseite des Seymour Dam beginnt. Beide Trails führen zum Vicar Lake. Anschließend führt Klettern über einen steilen Anstieg den Wanderer über den Westgrat auf den Gipfel. Die Nachbarn des Berges sind der Mount Dickens im Norden sowie der Elsay Lake und der Mount Elsay im Süden. Dieser ist schon ziemlich entlegen und sollte nur vorsichtig und mit Erfahrung angegangen werden.